# Alcolea de Tajo
Alcolea de Tajo – gmina w Hiszpanii, w prowincji Toledo, w Kastylii-La Mancha, o powierzchni 61,49 km². W 2011 roku gmina liczyła 916 mieszkańców.